# To the West, in Zapata
To the West, in Zapata (Originaltitel: Al oeste, en zapata) ist ein kubanisch-spanischer Dokumentarfilm von David Bim aus dem Jahr 2025.

## Inhalt
Um den Lebensunterhalt für ihr Kind zu sichern, sind Landi und Mercedes auf der Suche nach Einkommensquellen. In der sumpfigen Landschaft des kubanischen Biosphärenreservats Zapata sind diese jedoch äußerst begrenzt. Landi sieht sich daher gezwungen, Krokodile mit seinen Händen zu fangen – eine Tätigkeit, die ihn regelmäßig für mehrere Tage von seiner Familie trennt.

## Produktion
Regisseur Bim studierte an der Catalonia Film School in Barcelona, später auch an der International Film School of Cuba. Er arbeitete seit acht Jahren an seinem Debütfilm To the West, in Zapata. Er arbeitet seit 2021 hauptberuflich als Filmdozent und hält Workshops.
Der Film feierte am 6. April 2025 beim Visions du Réel Premiere und wurde dort mit dem Spezialpreis der Jury und dem FIPRESCI-Preis ausgezeichnet wurde. Beim Filmfest München lief der Film im Wettbewerb Cinevision, den er schließlich gewinnen konnte.
Der Film wird weltweit von Square Eyes vertrieben.

## Rezeption
Dan Mueller für Filmexplorer: „Acht Jahre lang hat David Bim an diesem Film gearbeitet, ein Näheverhältnis zu seinen Protagonist:innen aufgebaut. Er bleibt ihnen in einer Ethik der Nähe und Beobachtung respektvoll zugeneigt. Dadurch und durch die immersive Kraft seiner poetischen Bildsprache gelingt es ihm, der voyeuristischen Gefahr zu entgehen. To the West, in Zapata zeigt drei Menschen in ihrer körperlichen und sozialen Verletzlichkeit, in Liebe und Sorge miteinander verbunden, im Kampf ums nackte Überleben in einer Welt, die sie vergessen hat.“
Lida Bach für Moviebreak: „Der Lockdown zwang David Bim, sein dokumentarisches Langfilm-Debüt im Alleingang durchzuziehen. Jene filmischen Herausforderungen sind unterschwellig in den harschen Aufnahmen spürbar und potenzieren deren lebensechte Intensität. Das Chiaroscuro gibt den scharfgestochenen Szenen die erhabene Aura klassischer Gemälde, in denen jedes Detail unwillkürlich allegorische Tiefe gewinnt. Eine stumme Träne weist auf die düsteren Zukunftsaussichten dieser strukturell, ökonomisch und lokal an den äußersten Rand der autoritär-bürokratischen Gesellschaft gedrängten Familie. Deren bittere Realität würdigt ein dokumentarisches Poem von seltener atmosphärischer Dichte und Unmittelbarkeit.“
Walter Neto für International Cinephile Society: „Letztendlich mag Landis Leben zwar als kleine Fußnote in der Geschichte seines Landes angesehen werden – ähnlich wie das Leben von uns allen in Bezug auf unsere eigenen Länder –, doch Mercedes' Rolle in dieser Geschichte kann eher als Nebenrolle betrachtet werden und nicht als eine, die wie die ihres Mannes für sich allein steht. Das ist schade, denn Al Oeste kommt der Größe näher, wenn wir Mercedes auf der Leinwand sehen, wie sie sich um ihren Sohn kümmert.“

## Auszeichnungen (Auswahl)
- 2025: Visions du Réel Spezialpreis der Jury und FIPRESCI-Preis
- 2025: Filmfest München im Wettbewerb Cinevision